# Колесников, Виктор Демьянович
Виктор Демьянович Колесников (16 октября 1918—28 мая 1982) — майор ВВС, подполковник госбезопасности, политзаключённый ГУЛага, председатель забастовочного комитета во 3-м лаготделении Речлага во время  Воркутинского восстания.

## Биография
Родился в семье рыбака в селе Алексеевка Камызякской волости Астраханского уезда. В 1927 году поступил в начальную школу в селе Оранжерейное, а с 1929 по 1933 год учился в школе колхозной молодежи в селе Долбан. В 1933 году  поступил в астраханский техникум, где  получил специальность рабочего по паросиловым установкам. В 1937 году поступил на сразу на третий курс Ленинградского Строительного института. В 1938 году начал службу в Вооружённых силах.  В 1939 году заочно окончил институт, уже находясь в армии. Во время службы в Армии обучался Перед войной успел окончить Читинской военной авиационной школе пилотов, которую закончил в том же 1939 году. До 1941 года работал авиамехаником. Осень 1939-го участвовал в боях на реке Халхин-Гол в составе 70-го истребительного полка. 

### На Великой Отечественной войне
В 1941 году поступил учиться в Военно-политическом училище им. Молотова в Смоленске. В том же 1941 году вступил в ВКП(б). По одним данным с ноября 1941 года комиссар 36-го запасного авиаполка на Волховском фронте, но по данным картотеки о награждениях на фронте только с марта 1942 по январь 1945. В июне 1942 года значится среди пропавших без вести в Чудовском районе Ленинградской области военнослужащих Управления 2-й Ударной Армии. В 1943 году — помощник начальника политотдела дивизии дальнего действия. В 1944 — заместитель командира отдельного авиационного полка[какого?]. С марта 1942 года по февраль 1943 года совершил 35 полетов, из них 23 боевых. В феврале 1945 ранен. 
Последнее место службы во время войны — заместитель командира полка по политической части 29 ОПС АДД 18-й Армии. После  января 1945 слушатель высших всеармейских военно-политических курсов Главного Политуправления РККА. 23 июня 1945 года в чине майора награждён медалью "За победу над Германией Германией в Великой Отечественной войне", других сведений о награждениях в открытых документах нет. 24 июня 1945 участвовал в параде Победы на Красной площади.

### После войны
В 1946 году получил звание подполковника госбезопасности. В 1947 году его направляют на работу в Центральный аппарат Министерства госбезопасности. В январе 1953 года, имея всё тот же чин подполковника госбезопасности, он работал в отделе кадров Главного управлении милиции.

### Арест
По-видимому, не позднее 1952 года Колесников составил "анонимное" (так в источнике — ВП) письмо в адрес министра государственной безопасности СССР С. Д. Игнатьева, в котором "изложил террористические намерения в отношении одного из руководителей КПСС и Советского государства, а также возводил антисоветскую клевету",  при этом изложенные факты приписал другому сотруднику МГБ СССР, тем самым обвинив его "в самых тяжких преступлениях". Д. Симонов, исследователь биографии В. Д. Колесникова, считает, что "одним из руководителей КПСС и Советского государства" в письме Колесникова был В. М. Молотов.
11 января 1953 года Колесникова, как и его сослуживцев, попросили сдать пистолеты на проверку. Всем владельцам оружие вернули кроме Колесникова под предлогом, что его пистолет нуждается в ремонте. 12 января утром его арестовали в его собственном кабинете. Исключён из КПСС. 
12 марта 1953 года осуждён Военным Трибуналом войск МГБ Московской области по ст. 17-58-8 (подстрекательство к террору), 58-10 ч. 1 (антисоветская агитация), 95 ч. 2 (заведомо ложный донос) и 182 ч. 1 (хранение порнографии) УК РСФСР к 25 годам ИТЛ. Однако 31 октября 1953 года Военная коллегия Верховного Суда СССР у становила, что мотивы отправки письма Колесниковым были "не антисоветскими, а сугубо личными" и дело по его обвинению прекращено. Д. Симонов уточняет, что сняты были обвинения  по политическим статьям (ст. 58 п. 8, ст. 58 п. 10), а по оставшимся двум Колесников попадал под амнистию и вышел бы на свободу, если бы не было следующего дела.

#### Участие в Воркутинском восстании
27 марта 1953 года Колесников прибыл в Речлаг. По его собственным словам в 3-е отделение Речлага он был переведён  всего за 27 дней до забастовки, то есть 27 июня. 
С 25 июля Колесников не выходил на работу, как он пояснил на следствии, так как "избивают, кто выходит на работу, я не считал нужным, чтобы меня избили". 
В прошлом инженер-механик, литовец Стасис Игнатавичус (приговорён к 15 годах каторжных работ в октябре 1945) обошёл 21 барак лагеря и попросил собраться старост бараков для того, чтобы выбрать комитет по наведению порядка в лагере. Тогда же он пригласил на это собрание Колесникова, хотя он старостой не был. На собрании Игнатавичус неожиданно для  Колесникова предложил его избрать на пост председателя комитета, выделив ему двух заместителей Ю. А. Прасолова и П. Л. Ковалёва. На суде свидетели Кашлаков и Ступин показали, что Колесников отказывался от должности председателя, но тем не менее был избран, Игнатавичус пояснил:
Кандидатуру Колесникова на пост председателя "Комитета" я выдвинул потому, что он в лагере имел авторитет среди заключённых, его звали полковником. <..> Я искал авторитетного человека, а он бывший подполковник авиации и заключенные ему верили.
 Колесников и Ковалёв обратились к начальнику лаготделения майору И. П. Шевченко с просьбой убрать решётки с окон бараков, не запирать двери бараков на ночь и обеспечить приезд правительственной комиссии, со своей стороны обещали , что люди будут выходить для поддержания шахт, если их не будут преследовать. Во время следствия Юрий Прасолов показал, что Колесников проинструктировал его, как ему выступить перед комиссией МВД, но на суде уточнил "Колесников меня не просил выступать, я его оговорил". Сам председатель Комитета на предложение Игнатавичуса выступить перед комиссией ответил отказом, листовки он также не переписывал. 
В своих показаниях Колесников утверждал, что вечером 29 или 30 июля заключенный по фамилии Скляр ему угрожал: «Если вы не хотите висеть на столбе или быть выгнанным за проволоку, то не уговаривайте людей выходить на работу».
17 августа 1953 года Колесников вновь арестован в лагере, 9 сентября 1953 года лагерный суд Воркутинского ИТЛ осудил его за участие в забастовке по статьям 58 п. 11 и 58, п. 14 УК РСФСР на 25 лет ИТЛ и 5 лет поражения в правах. 24 июля 1954 года заключением прокуратуры Коми АССР решение суда в отношении Колесникова отменено со ссылкой на то, что его первое дело прекращено ещё 31 октября 1953 года и таким образом он был водворён в ИТЛ незаконно. В отношении Игнатавичуса, Ковалёва и Прасолова, получивших такой же срок, решение суда было оставлено в силе. Но, по-видимому, позже это решение было отменено, так как в январе 1955 прокуратура СССР подготовила проект протеста, в котором дело переквалифицировалось по статье 59-2 (бандитизм) УК РСФСР, Игнатавичусу и Ковалёву срок снижался до 10 лет, а Колесникову и Прасолову до 5. На документе особое мнение Н. В. Вавилова: "Не согласен, учитывая. что по делу проходят опасные государственные преступники...". 28 января 1955 года подготовлен новые протест в отношении лишь Колесникова, Ковалёва и Прасолова. И только 17 августа 1956 года Пленум Верховного Суда СССР отменил приговор и прекратил дело всех четырёх осуждённых.

#### После восстания
Согласно его собственным мемуарам Колесников в  1955 году в Воркутлаге вместе с 4 друзьями участвовал в захвате в заложники лейтенанта из управления лагерей, а затем майора из того же управления, требуя комиссию из Москвы. В результате все пятеро развезены по штрафным лагпунктам.  
Освобождён Колесников был правительственной комиссией, по его словам, только в 1957 году.  
Вернулся в Москву, с 1958 года начал работать у домоуправлении. 
В 1959 году ему предложили повышение, он согласился, а через несколько дней его вызвали к заместителю прокурора, якобы по вопросам реабилитации. 
«Как законопослушный гражданин, — вспоминает Колесников — я без задней мысли появился в прокуратуре. Но ни о какой реабилитации речи и не было. Без предъявления обвинения меня мигом препроводили в "Матросскую тишину"». 
Колесникова обвинили во взяточничестве, хищении социалистического имущества и превышении должностных полномочий. Через несколько месяцев он получил третий срок. Свидетели на суде говорили, что Виктор украл сто листов железа, материалы для кровли, только непонятно, зачем они ему были нужны. По словам Колесникова его осудили на три года, а во время судебного заседания ему не дали сказать ни слова в свою защиту. 
«Я понял: снова торчат уши госбезопасности, добивает она меня, не мытьем, так катаньем. И что ей надо? Вывеску сменила, но содержание оставила». 
Три года Колесников провёл в "Матросской тишине" и снова вышел на свободу в 1961 году.

### На свободе
С помощью А. П. Маресьева, которого Колесников знал по фронту, ему удалось устроиться на работу в ЖЭК и получить служебную квартиру. Проработав в ЖЭКе около трёх лет, в 1964 году поступил на курсы высотного домостроения, а в 1965 году был принят на должность начальника строительства Всесоюзной книжной палаты. С новой работы вынужден был уйти после того, как его предупредили: «Звонок был из компетентных органов, тебя охарактеризовали как неблагонадежного и потребовали исправить ошибку». Сменил ещё три места работы, из каждого увольняли под разными предлогами. В начале 1970-х начал работать инженером-сметчиком, в 1972 году посещал лекции по экономике в одном из московских ВУЗов. В те же годы часто ездил на отдых в Литву, к товарищам по Воркуте, но был ли среди них Стасис Игнатавичус мемуарист не уточняет. 
Автор мемуаров «Послание дочери», изданных под чужим[почему?] именем. Умер 28 мая 1982 года, похоронен в Москве на Николо-Архангельском кладбище.

## Семья
- Первая жена — Антонина, разошлась с мужем после его ареста в 1953 году[3]
  - Дочь — Галина (1946 г. р.)[3]
  - Сын — Николай (1948 г. р.)[3]
- Вторая жена (с 1972 г.) — Лариса (1944 г. р.)[3]
  - Дочь — Татьяна (1973 г. р.)[3]

## Комментарии
1. ↑  В своих воспоминаниях Колесников пишет о себе: «Я полагал также, что от возможных невзгод меня может уберечь отличная биография: фронтовик, орденоносец, летчик, политработник – проводник идей партии в жизнь… Что еще надо?»  Цит. по: Симонов Д.. Случилось так, что я живу. Очевидно, что майор/подполковник ВВС не мог закончить войну с одной медалью. По-видимому, ордена и медали были изъяты при аресте и не возвращены Колесникову после освобождения, из-за этого информация о  них отсутствует в электронных базах данных.
2. ↑  Первые три статьи УК связаны с  письмом, последняя, скорее всего, базируется на результатах обыска и включена для усиления обвинения.
3. ↑  Однако находившийся во время Воркутинского восстания в 3-м лаготделении Речлага американец Джон Нобл в своих мемуарах пишет, что стаченый комитет в их лагере возглавил и вёл переговоры Гуревич, русский еврей, бывший советский дипломат в Париже, арестованный вскоре после войны[11]. Заграничный украинский исследователь ГУЛага Андрей Микулин уточняет это  сообщение так: "Американец Джон Нобл, вернувшийся в январе 1955 г. в США из Воркуты, где участвовал в забастовке на шахте лаготеделения 3, был убеждён, что забастовкой в том лагере руководил будто бы Гуревич, бывший атташе советского посольства в Париже. («Нью-Йорк Таймс», апрель 1955 г.). Однако Гуревич, находясь в лагерях, давно уже был известен подпольной организации как опасный сексот. Когда случилось восстание, его приперли к стене и поставили перед выбором: либо передавать требования узников администрации лагеря, взяв на себя все риски, либо смерть на месте. Гуревич выбрал жизнь и, исполнив с огорчением свою миссию, исчез без всякого следа"[12]. Вероятно, речь идёт о бывшем сотруднике ГРУ А. М. Гуревиче, который во время Воркутинского восстания находился в 3-м лаготеделении Речлага. О причинах ареста, о своей работе в ГРУ и "Красной капелле" солагерникам Гуревич не рассказывал, в своих мемуарах о восстании он пишет очень сдержанно, хотя отмечает, что после него был этапирован в штрафной лагпункт, где провёл на 3 месяца. По его словам, причины такого наказания ему были неясны, так как в волнениях он активного участия не принимал[13].